# Juan Larrea (écrivain)
Pour les articles homonymes, voir Juan Larrea et Larrea (homonymie).
Juan Larrea, né Juan Larrea Celayeta à Bilbao le 13 mars 1895 et mort à Córdoba (Argentine) le 9 juillet 1980 , est un poète et essayiste espagnol de la génération de 27.

## Biographie
Il étudia la littérature à l'Université de Salamanque et s'établit plus tard à Paris où il publia en français le journal Favorables París Poema  avec César Vallejo. 
Il était un ami de Pablo Picasso et était l'un des intermédiaires à la Commission pour la peinture Guernica et les gravures Rêve et Lie de Franco. Picasso a passé une copie des gravures pour Larrea, avec une dévouement manuscrite. Cette copie a été vendue aux enchères à Madrid en 2015.
Après la Guerre d'Espagne, Juan Larrea s'installa définitivement en Amérique, oùl il fut un membre actif de la vie culturelle. Il a collaboré avec Luis Buñuel en écrivant un script, mais le script a été abandonné. Il était un incessant collectionneur et donna une partie de sa collection d'art inca au Musée archéologique national de Madrid en 1937.

## Œuvres

### Poésie
- Oscuro dominio, 1935
- Versión celeste, 1969
- Orbe, 1990

### Essais
- Arte Peruano (1935)
- Rendición de Espíritu (1943)
- El Surrealismo entre Viejo y Nuevo mundo (1944)
- The Vision of the "Guernica" (1947)
- La Religión del Lenguaje Español (1951)
- La Espada de la Paloma (1956)
- Razón de Ser (1956)
- César Vallejo o Hispanoamérica en la Cruz de su Razón (1958)
- Teleología de la cultura (1965)
- Del surrealismo a Machu Picchu (1967)
- Guernica (1977)
- Cara y cruz de la República (1980)